# しなの鉄道169系電車

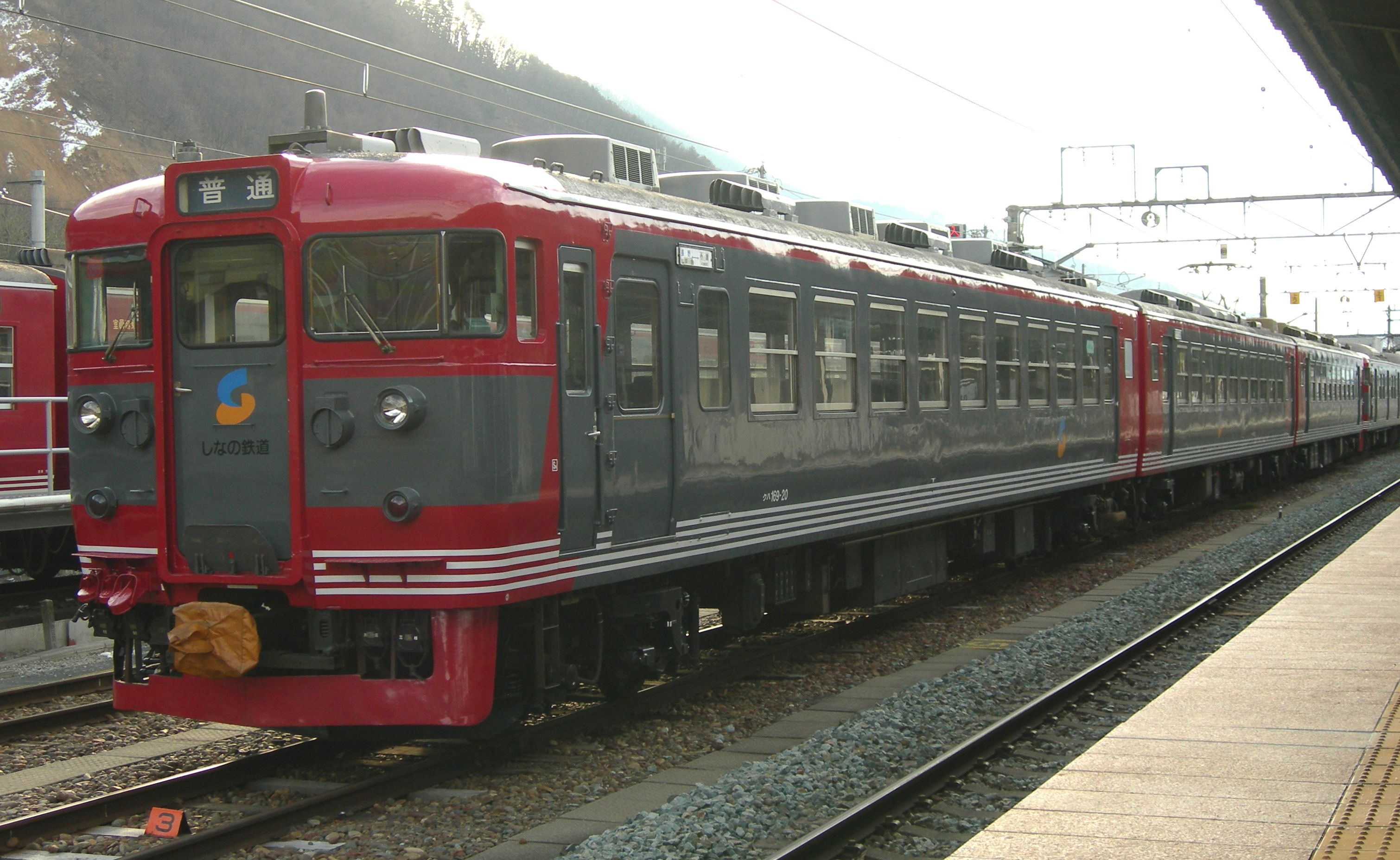
しなの鉄道169系 S53編成

しなの鉄道169系電車（しなのてつどう169けいでんしゃ）は、しなの鉄道が1997年に導入した電車である。東日本旅客鉄道（JR東日本）より169系を譲受し、1997年のしなの鉄道線開業時より運用を開始した。

## 概要
1997年のしなの鉄道線開業時にJR東日本の169系のうち長野総合車両所所属N31・N32・N35編成が付随車を外した3両編成で譲渡され、編成番号はS51・S52・S53がそれぞれ付番された。
保安装置は小海線で運転された「葉ッピーきよさと」のほか京葉線に直通する「ファンタジー舞浜」で首都圏乗入する運用に充当されることからATS-Pを搭載していたが、譲渡時に撤去しATS-SNのみとした。車体色は当初長野色のまま譲渡されたが、順次赤とガンメタリックを基調とするしなの鉄道オリジナル塗装へ変更された。客室はリクライニングシートがそのままとされたが、トイレは使用停止となった。
115系ならびに169系の共通事項として、小諸駅では2番線・3番線ホームに長野方面・軽井沢方面の列車が並ぶことから階段付近となる長野方先頭車助士席側に案内用行先表示札が掛けられた。また115系を主体にワンマン運転を行う関係から、ホーム上ミラーで後方確認時に視界を遮らないよう運転室列車番号表示器が撤去された。
1998年には輸送力増強のためさらに1編成3両が追加譲渡され、編成番号はS54が付番された。同編成はE127系100番台投入により余剰となったN33編成から付随車を外した3両編成で、S51 - S53編成と同様に譲渡に際しATS-Pが撤去された。塗装はガンメタリック部分を通常の灰色に変更を実施。これに併せてS51 - S53編成も灰色に変更された。
また種別幕の「普通」表示は原則白字に黒文字で表記されるが、S53編成のクハ169-20とS54編成のクモハ169-13は青地に白文字表記と相違点がある。
冬期に架線に付着する霜対策として、冬期にはモハ168形のパンタグラフ集電舟が霜を取り除くカッターを装着した通称「カッターパン」へ換装されている。換装はしなの鉄道譲渡車のうちモハ168形のみに行われ、115系のモハ114形へは未換装である。

## 編成表
| しなの鉄道169系電車 | しなの鉄道169系電車 | しなの鉄道169系電車 | しなの鉄道169系電車 | しなの鉄道169系電車 | しなの鉄道169系電車 | しなの鉄道169系電車 | しなの鉄道169系電車 |
| 編成番号            | クモハ169           | モハ168             | クハ169             | 最終塗装            | 座席                | 冷房電源            | 静態保存・廃車      |
| ------------------- | ------------------- | ------------------- | ------------------- | ------------------- | ------------------- | ------------------- | ------------------- |
| S51                 | 1                   | 1                   | 27                  | 湘南                | D21                 | SIV                 | 編成保存            |
| S52                 | 6                   | 6                   | 19                  | 湘南                | D23                 | MG                  | Mcのみ保存後撤去    |
| S53                 | 23                  | 23                  | 20                  | しなの鉄道          | D21                 | SIV                 | 2013年7月廃車       |
| S54                 | 13                  | 13                  | 13                  | しなの鉄道          | D23                 | SIV                 | 2012年2月廃車       |
| 部品取り            | 17                  | 17                  | 7                   | 新長野              | クロス              | MG                  | 2001年解体          |

## 改造
2004年から2005年にかけて、S52編成を除く3編成で110 kVAの冷房用電源MGがSIVに換装された。SIVは4基確保で1基は予備とし、換装されたMGはS52編成用予備とした。

## 運用
1997年のしなの鉄道線開業時に譲渡されたS51・S52・S53編成は、戸倉 - 軽井沢間のローカル列車が運用主体で、朝は小諸→長野の快速列車「しなのサンライナー」として6両編成で運転された。冬期の霜対策は特に軽井沢 - 小諸間で必要とされており、冬期は「カッターパン」を搭載した霜切り列車が早朝始発前の小諸 - 軽井沢間で1往復運転された。
1998年12月ダイヤ改正では平日の「しなのサンライナー」は9両編成化による輸送力増強を行い、さらにS54編成が譲受された。2002年12月ダイヤ改正で「しなのサンライナー」は「しなのサンライズ」に改称され、夕方時間帯に長野→上田の「しなのサンセット」を設定。169系は両列車に充当されたが、土休日の「しなのサンライズ」と「しなのサンセット」は3ないし6両での運転とされた。
2008年9月の信越本線軽井沢 - 関山間開業120周年記念イベントの一環として、S52編成を湘南色に塗装変更。10月 - 2009年3月に快速「リバイバル信州」などに投入された。S52編成は2009年3月末にしなの鉄道色へ復元されたが、2010年9月に再び湘南色に変更された。
2005年のJR福知山線脱線事故を受けて対応する運転状況記録装置やEB装置などの搭載を行う省令が施行され、しなの鉄道では115系に順次搭載工事を施工したが、169系では老朽化を考慮して搭載を見送った。省令改正により、2011年7月1日から信越本線篠ノ井 - 長野間に適用される新たな保安基準適合に必要な装置を搭載しない169系はJR東日本管内への乗入営業運転を終了した。これにより運用区間は戸倉 - 軽井沢間のみとなり、「しなのサンライズ」「しなのサンセット」運用は同日より長野総合車両センター所属の189系電車に置換えられた。
2011年7月31日には快速「169系初の12両編成号」が軽井沢 - 屋代間で運転され、しなの鉄道移籍後初の12両編成で本線を走行した。12両での運転は軽井沢→戸倉とされ戸倉 - 屋代間は6両編成で運転されたほか、始発の軽井沢まで送り込みもそれぞれ6両編成の快速列車として戸倉→軽井沢・屋代→軽井沢で運転。軽井沢では「169系共演イベント」として湘南色としなの鉄道色を並べての展示された。
2012年にはS54編成が廃車となり、以後はS51・S52・S53編成の3編成のみでの運用となった。S54編成は2012年1月21日に営業運転終了イベントを屋代駅で開催し、2月2日にJR東日本長野総合車両センターへ廃車回送された。
| しなの鉄道169系ファイナルイベント2013年4月29日最終日（左）急行「信州」S52+S51編成（右）急行「さよなら・ありがとう169系」S53+S52+S51編成   |  | しなの鉄道169系ファイナルイベント2013年4月29日最終日（左）急行「信州」S52+S51編成（右）急行「さよなら・ありがとう169系」S53+S52+S51編成 |
| しなの鉄道169系ファイナルイベント2013年4月29日最終日 （左）急行「信州」S52+S51編成 （右）急行「さよなら・ありがとう169系」S53+S52+S51編成 |  | |

JR東日本から115系2両編成の譲渡に伴いS51 - S53編成は2013年3月15日に定期運用を終了した。以後は臨時列車での運用のみとなり、S51編成は湘南色に復元。同年4月27 - 29日の「ファイナルイベント」で運転された臨時列車を最後にすべての運用を終了した。
- 午前中は屋代→軽井沢を急行「志賀」として、折返しの軽井沢→篠ノ井を急行「信州」として湘南色のS51+S52編成を併結した6両編成で運転[9]。
- 午後は当日受付団体列車として急行「さよなら・ありがとう169系」が篠ノ井→軽井沢と折返しの軽井沢→屋代で、戸倉→軽井沢と折返しの軽井沢→屋代はしなの鉄道色のS53編成を増結した9両編成で運転[9]。

その後は、2013年7月22日にS52編成が留置されていた屋代駅構内から軽井沢駅へ自力回送を実施。クモハ169-6を同駅で切り離し、編成を解かれたモハ168-6・クハ169-19は115系S5編成に牽引され屋代駅に回送後、7月31日に115系S5編成とともに長野総合車両センターに廃車回送された。

## 保存車

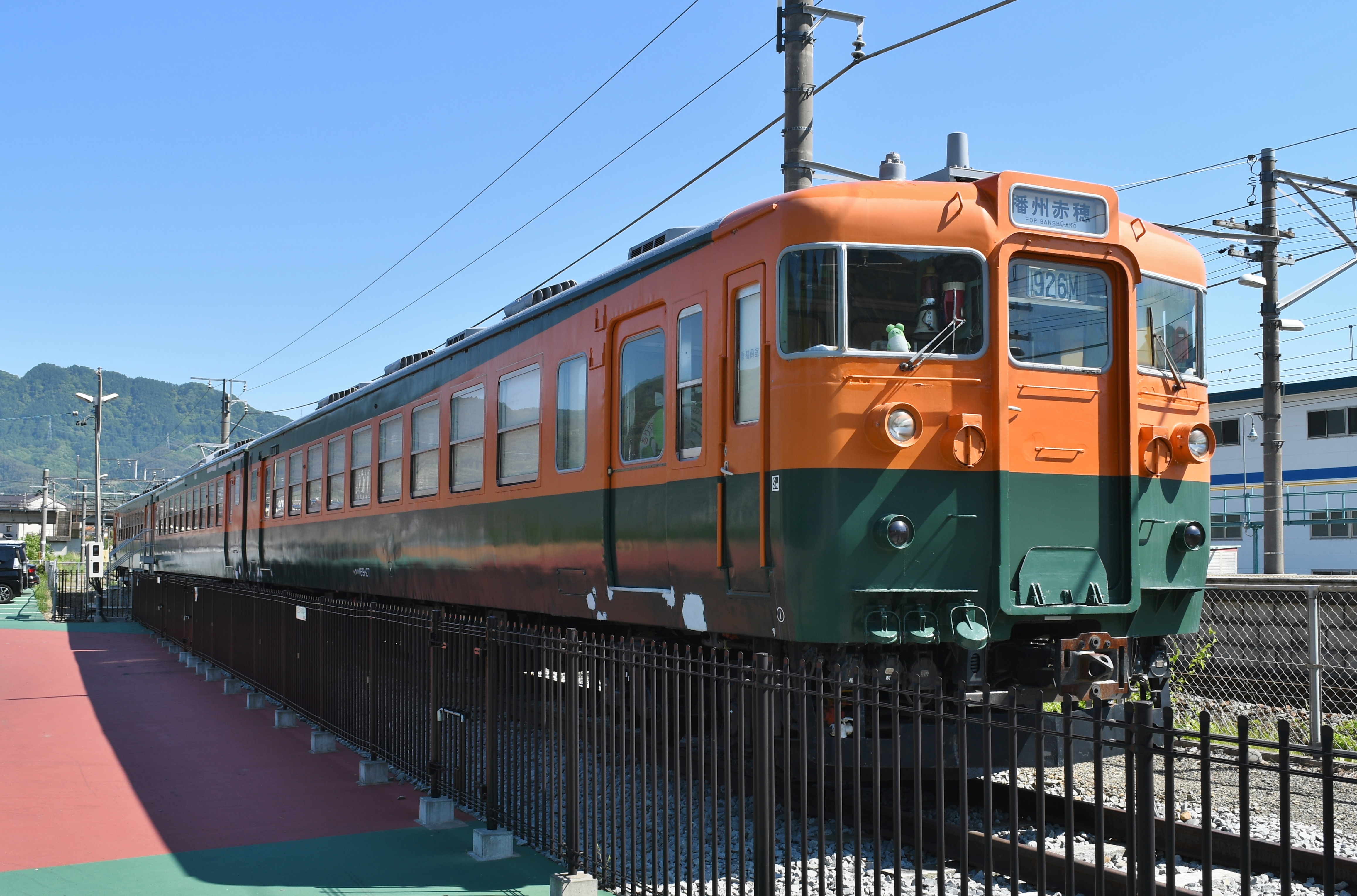
坂城駅で保存されるS51編成

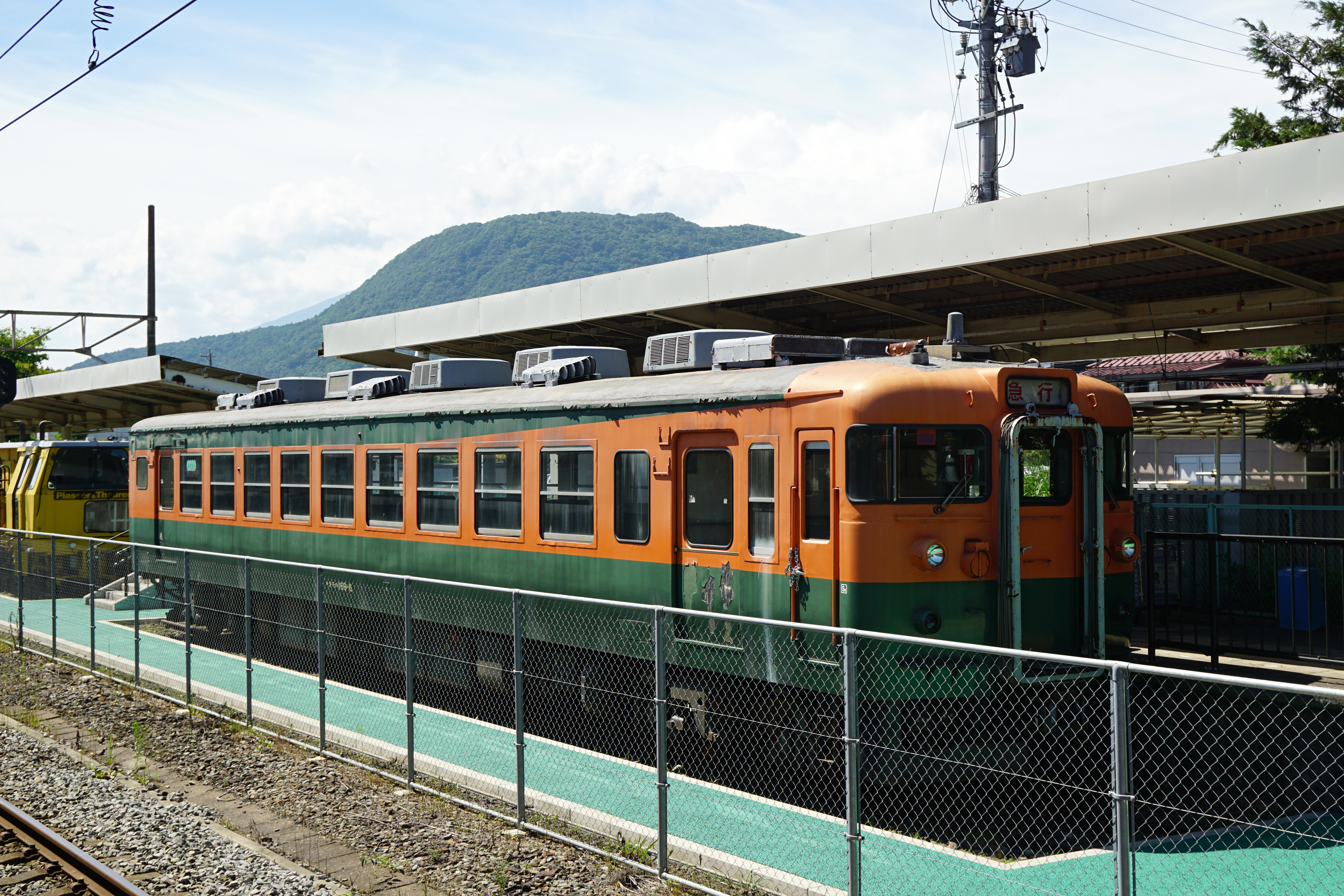
軽井沢駅で保存されていたクモハ169-6

S51編成の3両は廃車後に坂城町へ譲渡され、2013年5月より坂城駅で静態保存されている。
S52編成に組成されていたクモハ169-6は軽井沢駅で静態保存された。クモハ169-6は軽井沢駅リニューアルに伴い「森の小リスキッズステーション」に移設し黄色単色に塗装変更されたものの、2021年に撤去された。